# Uvbergstjärnen (Stora Skedvi socken, Dalarna)
Uvbergstjärnen är en sjö i Säters kommun i Dalarna och ingår i Gavleåns huvudavrinningsområde.